# Troia Britannica, or Great Britain’s Troy
Troia Britannica, or Great Britain’s Troy – epos siedemnastowiecznego angielskiego poety i dramaturga Thomasa Heywooda, opublikowany w 1609. Poemat stanowi powszechną kronikę dziejów od stworzenia świata (universal chronicle from the creation until the present time). Składa się z siedemnastu pieśni. Został napisany oktawą (ottava rima), czyli strofą ośmiowersową pochodzenia włoskiego, po angielsku układaną pentametrem jambicznym, rymowaną abababcc. Liczy około trzynastu tysięcy wersów.

Oh give me leave, from the Worlds first Creation,
The ancient names of Britons, to derive
From Adam, to the Worlds first Inundation,
And so from Noah, to us that yet survive:
And having of Troyes Worthies made relation,
Your spurs the Chariot of my Muse must drive
Through all past Ages, and precedent times,
To fill this new World with my worthlesse rymes.